# Qt Development Frameworks
Qt Software (meglio conosciuta come Trolltech o Quasar Technologies)  è una società di software per computer con sede a Oslo in Norvegia fondata nel 1994 da Eirik Chambe-Eng e Haavard Nord.
Forniscono strumenti e librerie per lo sviluppo software.
Il loro prodotto di bandiera è Qt, un kit di strumenti multipiattaforma per lo sviluppo di programmi GUI (Graphical User Interfaces).
Nokia il 28 gennaio 2008 annuncia l'acquisizione dell'azienda con una spesa di 153 milioni di dollari. Nella comunità del software libero traspare un po' di insicurezza nei confronti di Nokia, pur essendo quest'ultima già attiva nel mondo del software Open Source. L'azienda però rassicura tutti affermando che continuerà a supportare il software libero, continuando il lavoro già intrapreso dalla Trolltech.
Il 28 settembre 2008 Nokia annuncia il cambiamento del nome Trolltech in Qt Software, e quello del progetto Qtopia in Qt Extended.